# Onthophagus moreleti
Onthophagus moreleti là một loài bọ cánh cứng trong họ Bọ hung (Scarabaeidae).